# Monte di Mezzo (Appennino abruzzese)
Il Monte di Mezzo (2155 m s.l.m.) è una rilievo dei Monti della Laga, nell'Appennino abruzzese.

## Descrizione
Si tratta di uno dei monti più meridionali della catena dei monti della Laga, posto sul confine tra la provincia dell'Aquila a ovest e la provincia di Teramo a est, sovrastante il lago di Campotosto e l'omonimo comune a ovest e il versante boscoso teramano dei monti della Laga a est. Più a nord si diparte la dorsale di monte Gorzano, Pizzo di Moscio, cima Lepri, Pizzo di Sevo, tutte oltre i 2400 m di quota. Il versante ovest si presenta scosceso a picco sul bacino del lago sottostante, più boscoso il versante est che scende verso Crognaleto.